# Ty Burr
Ty Burr, né le 17 août 1957 à Boston, Massachusetts, est un auteur et chroniqueur américain. Il assure la critique de cinéma aux côtés de Welsey Morris pour le quotidien The Boston Globe depuis 2002.

## Biographie
Né en 1957, il a étudié la cinématographie au Dartmouth College  ainsi qu'à l'université de New York (NYU) et a écrit trois livres : The Hundred Greatest Movies of All Time, The Hundred Greatest Stars of All Time et The Best Old Movies for Families: A Guide to Watching Together. Le dernier a été publié en février 2007 et offre des recommandations de films classiques pour un jeune public.
Il a commencé sa carrière dans les années 1980 à la chaîne de cinéma HBO, travaillant comme évaluateur de films ou critique interne. De 1992 à 2002 il travaille pour le magazine Entertainment Weekly comme responsable de la critique filmique. Il contribue toujours au magazine de manière occasionnelle. Il apparait également sur les chaînes de télévision New England Cable News (NECN), MSNBC, et dans divers programmes radiophoniques locaux et nationaux pour débattre des nouveaux films.
Membre de la Boston Society of Film Critics et de la National Society of Film Critics, Burr a écrit des articles pour le New York Times, Spin, le Boston Phoenix et d'autres journaux. Quelques-uns des films auquel Ty burr a attribué la note maximale sont Broken Flowers, Sideways et Million Dollar Baby.
Il réside à Newton dans le Massachusetts avec sa famille.